# 木原覚恵
木原/八坂 覚恵（きはら/やさか かくえ、本名：木原松太郎、のちに松右衛門、明治3年（1870年）旧7月23日 - 昭和17年（1942年）1月5日）は、日本の宗教家であり僧侶である。真言宗系の宗教団体に分類される光明念佛身語聖宗、中山身語正宗、身言正宗の創始者とされる。

## 各宗派教団における呼称（尊称）
- 光明念佛身語聖宗での尊称：大光明身、開祖覚恵上人
- 中山身語正宗での尊称：宗祖覚恵上人、宗祖上人
- 身言正宗での尊称：宗祖

## 略歴
佐賀県三養基郡基山町仁蓮寺の浄土真宗の檀徒であった木原要吉・ナガの次男として出生。浄土真宗であったが、隠し念仏である「新後生」（内信心）に熱心だったともいわれる。
幼い時分より阿弥陀如来の信仰を持ち、また空に文字が見えるなどの霊感体質があったとされる。成長すると左官や石工、木こりなどの職を経て、明治27年（1894年）に、妻チエと1度目の結婚。1男4女が生れるが、長女、次女を相次いで亡くした。明治34年（1901年）コレラの流行から逃れるために、長崎県松浦市御厨に移住する。明治43年（1910年）長女のムクと死別し、火災で財産を失う。漁師になるために単身で平戸に出稼ぎに向かうも、乗り込んだ漁船が遭難した。この時、金毘羅大権現の霊告を得て仏に身を捧げ任せることを誓って助かったとされる。
しかし明治44年（1911年）に妻チエが死去、それを機に修行三昧に入り、またもや仏の声を聞き、さらに荒穂大明神の導きにより、基山山麓で修行に入る。
中山身語正宗では、大正元年（1912年）2月18日、枕元に弘法大師の姿を通し夢告（おじひ）を授かったとして立教の年としている。仏のお告げに従い、数年かけて筑肥に古四国八十八ヵ所を開く。同年秋、木村マツと再婚する。
大正2年（1913年）に高野山にて出家得度・受戒、名前を覚恵と改める。大正4年（1914年）マツが死亡。大正5年（1916年）に八坂マツと3度目の結婚をする。大正6年（1917年）から3年と3ヶ月にわたり、筑紫山脈の霊峰坊住山の山頂にある霊々石（たまたまいし）上での修行後、和歌山県にあった瀧福寺を佐賀県の基山に移転させ、大正10年（1921年）に高野山真言宗 瀧光徳寺と改称し創建した。
昭和2年（1927年）に隠居生活に入り、のちに光明念佛身語聖宗を開く木原覚法を残して木原家を離れる。八坂マツの連れ子である早太が成長し覚照となったのを見届けて八坂家に入籍する。昭和8年（1933年）に瀧光徳寺の住職を覚照に譲り、自身は華厳宗八宗兼学華厳道場大日教会を併設。昭和17年（1942年）1月5日に死去。
覚恵の子らが開いた宗派教団は、以下の3つが存在する。
1. 八坂マツの連れ子である八坂覚照が、高野山真言宗より独立して、昭和21年（1946年）に設立した中山身語正宗
2. 覚恵とマツの次男である八坂仰純が、母マツの遺骨分骨問題をめぐる本山との対立より中山身語正宗を離脱し、昭和53年（1978年）に設立した身言正宗。裁判の結果、覚恵とマツの遺骨はここにある。
3. 覚恵と最初の妻チエの子である木原覚法が継いで真言宗泉涌寺派に属し、その息子である木原覚英が真言宗泉涌寺派を離脱・独立して昭和50年（1975年）に設立した光明念佛身語聖宗

なお覚恵は、身言正宗及び光明念佛身語聖宗では旧姓の木原覚恵であるが、八坂マツの連れ子であった八坂覚照（本名：早太）が独立開教した中山身語正宗では八坂覚恵とする。